# OVW Southern Tag Team Championship
L'OVW Southern Tag Team Championship è un titolo riservato alla divisione tag team della Ohio Valley Wrestling creato nel 1997.

## Albo d'oro
| Lottatore | Regni | Data              | Località                | Note |
| --- | ----- | ----------------- | ----------------------- | --- |
| Nick Dinsmore e Flash Flanagan | 1     | 1997              | Jeffersonville          | |
| David C. e Jason Lee | 1     | 1997              | Jeffersonville          | |
| Reso vacante il 16 novembre 1997 |       |                   |                         | |
| David C. e Jason Lee | 2     | 23 novembre 1997  | Jeffersonville          | |
| Doug Basham e Flash Flanagan | 1     | 11 gennaio 1998   | Jeffersonville          | |
| Reso vacante il 25 gennaio 1998 |       |                   |                         | |
| The Lords of the Ring Rob Conway e Nick Dinsmore | 1     | 18 marzo 1998     | Jeffersonville          | |
| Dave The Rave e Rip Rogers | 1     | 3 maggio 1998     | Jeffersonville          | |
| The Lords of the Ring | 2     | 13 maggio 1998    | Jeffersonville          | |
| Dave the Rave e Rip Rogers | 2     | 17 maggio 1998    | Jeffersonville          | |
| The Lords of the Ring | 3     | 24 maggio 1998    | Jeffersonville          | |
| Reso vacante il 27 maggio 1998 |       |                   |                         | |
| The Lords of the Ring | 4     | 14 giugno 1998    | Jeffersonville          | Sconfiggendo Flash Flanagan e Jason Lee |
| Juan Hurtado e Dave the Rave | 1     | 28 giugno 1998    | Jeffersonville          | |
| Jebediah Blackhawk e Cousin Otter | 1     | 1º luglio 1998    | Jeffersonville          | |
| Bryan Cash e Juan Hurtado | 1     | 9 agosto 1998     | Jeffersonville          | |
| Reso vacante il 22 settembre 1998 per infortunio di Cash |       |                   |                         | |
| The Lords of the Ring | 5     | 27 settembre 1998 | Jeffersonville          | |
| The Andretti Express Guido e Vito Andretti | 1     | 25 ottobre 1998   | Jeffersonville          | |
| The Lords of the Ring | 6     | 24 novembre 1998  | Jeffersonville          | |
| Reso vacante dopo un match con Matt Bloom e Bull Pain l'8 dicembre 1998 a Louisville                                                                           |       |                   |                         | |
| Damaja e David C. | 1     | 6 gennaio 1999    | Jeffersonville          | Conquistato poiché Nick Dinsmore ha fatto un no-show e Rob Conway fu contato fuori dal ring                                                                        |
| The Lords of the Ring | 7     | 27 gennaio 1999   | Jeffersonville          | Match vinto da mascherati con il nome di Borkcin Brothers; smascherati subito dopo la vittoria                                                                     |
| Damaja e David C. | 2     | 2 febbraio 1999   | Louisville              | |
| Jebediah Blackhawk e Cousin Otter | 2     | 7 febbraio 1999   | Jeffersonville          | |
| Flash Flanagan e Trailer Park Trash | 1     | 30 marzo 1999     | Louisville              | |
| The Suicide Blondes Jason Lee e Rip Rogers | 1     | 20 luglio 1999    | Louisville              | |
| Jebediah Blackhawk e Trailer Park Trash | 1     | 15 dicembre 1999  | Jeffersonville          | |
| Mr. Black e Bull Buchanan | 1     | 1º febbraio 2000  | Louisville              | |
| The Paynethrillers B.J. Payne e Scotty Sabre | 1     | 15 marzo 2000     | Louisville              | |
| The Suicide Blondes Derrick King e Jason Lee | 1     | 29 marzo 2000     | Jeffersonville          | |
| The Paynethrillers | 2     | 4 aprile 2000     | Jeffersonville          | |
| The Disciples of Synn Damian e Slash | 1     | 23 giugno 2000    | Louisville              | |
| The Paynethrillers | 3     | 19 luglio 2000    | Jeffersonville          | |
| The Disciples of Synn | 2     | 4 agosto 2000     | Louisville              | |
| Flash Flanagan e B.J. Payne | 1     | 17 ottobre 2000   | Louisville              | |
| The Disciples of Synn Damian e B.J. Payne | 1     | 3 gennaio 2001    | Jeffersonville          | |
| The Minnesota Stretching Crew (Shelton Benjamin e Brock Lesnar)                                                                                                | 1     | 13 febbraio 2001  | Jeffersonville          | |
| The Disciples of Synn (Damian e B.J. Payne) | 2     | 22 aprile 2001    | Louisville              | |
| The Minnesota Stretching Crew | 2     | 16 maggio 2001    | Louisville              | |
| Reso vacante il 14 luglio 2001 per infortunio di Benjamin |       |                   |                         | |
| Rico Constantino e The Prototype | 1     | 15 agosto 2001    | Jeffersonville          | |
| The Minnesota Stretching Crew | 3     | 29 ottobre 2001   | Louisville              | |
| The Suicide Blondes | 2     | 7 novembre 2001   | Louisville              | |
| The Lords of the Ring | 8     | 12 dicembre 2001  | Jeffersonville          | |
| Doug Basham e Damaja | 1     | 6 febbraio 2002   | Jeffersonville          | |
| The Lords of the Ring | 9     | 17 maggio 2002    | Louisville              | |
| Flash Flanagan e Trailer Park Trash | 2     | 31 maggio 2002    | Louisville              | |
| The Lords of the Ring | 10    | 14 giugno 2002    | Louisville              | |
| Flash Flanagan e Trailer Park Trash | 3     | 28 giugno 2002    | Louisville              | |
| The Dogg Pound Shelton Benjamin e Redd Dogg | 1     | 17 luglio 2002    | Jeffersonville          | |
| Reso vacante per il passaggio di Benjamin e Redd Dogg alla World Wrestling Entertainment                                                                       |       |                   |                         | |
| The Disciples of Synn Travis Bane e Seven | 1     | 5 marzo 2003      | Louisville              | Sconfiggendo Lance Cade e René Duprée |
| the A.P.A. Bradshaw e Ron Simmons | 1     | 10 aprile 2003    | Lafayette               | |
| Reso vacante il 30 maggio 2003 per il ritorno di Bradshaw e Simmons nella WWE                                                                                  |       |                   |                         | |
| Adrenaline Chris Cage e Tank Toland | 1     | 27 giugno 2003    | Louisville              | |
| Nova e Aaron Stevens | 1     | 10 ottobre 2003   | Louisville              | |
| Adrenaline | 2     | 4 aprile 2003     | Louisville              | |
| Brent Albright e Chris Masters | 1     | 31 marzo 2004     | Louisville              | |
| Mac Johnson e Seth Skyfire | 1     | 30 giugno 2004    | Louisville              | |
| Adrenaline | 3     | 8 settembre 2004  | Louisville              | |
| Reso vacante in seguito ad un dusty finish l'8 settembre 2004 in un match contro Mac Johnson e Seth Skyfire                                                    |       |                   |                         | |
| Mac Johnson e Seth Skyfire | 2     | 29 settembre 2004 | Louisville              | Sconfiggendo gli Adrenaline |
| MNM Joey Matthews, Melina Pérez, Johnny Nitro | 1     | 14 novembre 2004  | Louisville              | |
| The Thrillseekers Matt Cappotelli e Johnny Jeter | 1     | 19 gennaio 2005   | Louisville              | |
| The Blonde Bombers Chad e Tank Toland | 1     | 12 aprile 2005    | Louisville              | |
| Seth Skyfire e Chet "The Jett" Jablonski | 1     | 12 ottobre 2005   | Louisville              | |
| Chris Cage e The Miz | 1     | 8 febbraio 2006   | Louisville              | |
| The Untouchables Deuce e Domino | 1     | 19 marzo 2006     | Louisville              | |
| Kasey James e Roadkill | 1     | 5 aprile 2006     | Louisville              | |
| Cryme Tyme Shad Gaspard and The Neighborhoodie | 1     | 27 maggio 2006    | Louisville              | |
| CM Punk e Seth Skyfire | 1     | 28 luglio 2006    | Louisville              | |
| The Untouchables | 2     | 2 agosto 2006     | Louisville              | |
| Cody Rhodes e Shawn Spears | 1     | 18 ottobre 2006   | Louisville              | |
| The Untouchables | 3     | 6 dicembre 2006   | Louisville              | |
| Cody Runnels e Shawn Spears | 2     | 13 dicembre 2006  | Louisville              | |
| Charles Evans e Justin LaRouche | 1     | 11 aprile 2007    | Louisville              | |
| The Major Brothers Brett e Brian Major | 1     | 15 giugno 2007    | Louisville              | |
| The James Boys K.C. e Kassidy James | 1     | 29 giugno 2007    | Louisville              | |
| Cryme Tyme | 2     | 21 luglio 2007    | Owensboro               | |
| The James Boys | 2     | 22 luglio 2007    | Louisville              | |
| T.J. Dalton e Jamin Olivencia | 1     | 1º agosto 2007    | Louisville              | |
| The James Boys | 3     | 24 agosto 2007    | Louisville              | Sconfiggendo Olivencia in un handicap match |
| Terminal Velocity Chet "The Jett" Jablonski e Steve Lewington                                                                                                  | 1     | 5 settembre 2007  | Louisville              | |
| The James Boys | 4     | 26 settembre 2007 | Louisville              | |
| Reso vacante il 6 ottobre 2007 dopo un attacco dei Terminal Velocity                                                                                           |       |                   |                         | |
| Colt Cabana e Shawn Spears | 1     | 7 novembre 2007   | Lousville               | Sconfiggendo Paul Burchill e Stu Sanders |
| Cabana sconfisse Spears in un ladder match svoltosi il 19 dicembre 2007 a Louisville per il controllo della cintura                                            |       |                   |                         | |
| Colt Cabana(2) e Charles Evans | 1     | 2 gennaio 2008    | Lousville               | Cabana scelse Evans come nuovo compagno di tag team |
| Paul Burchill e Stu Sanders | 1     | 2 gennaio 2008    | Lousville               | |
| Los Locos Ramón and Raúl | 1     | 27 febbraio 2008  | Louisville, Kentucky    | Sconfissero Paul Burchill e Stu Sanders, The Insurgency (Ali and Omar Akbar) e The Mobile Homers (Ted McNaler and Adam Revolver) in un Fatal 4-Way Tag Team Match. |
| The Insurgency Ali and Omar Akbar | 1     | 14 maggio 2008    | Louisville, Kentucky    | |
| The Men of Iron Rob Conway e Pat Buck | 1     | 28 maggio 2008    | Louisville, Kentucky    | |
| Darriel Kelly e Josh Lowry | 1     | 6 agosto 2008     | Louisville, Kentucky    | |
| APOC e Vaughn Lilas | 1     | 9 ottobre 2008    | Louisville, Kentucky    | |
| Scott Cardinal e Dirty Money | 1     | 29 ottobre 2008   | Louisville, Kentucky    | |
| Totally Awesome Sucio e Kamikaze Kid | 1     | 10 dicembre 2008  | Louisville, Kentucky    | |
| Scott Cardinal e Dirty Money | 2     | 28 gennaio 2009   | Louisville, Kentucky    | |
| Totally Awesome | 2     | 4 marzo 2009      | Louisville, Kentucky    | |
| Igotta Brewski e Fang | 1     | 1º aprile 2009    | Louisville, Kentucky    | |
| Top Shelf Talent JD Maverick e Pat Buck | 1     | 22 aprile 2009    | Louisville, Kentucky    | |
| Totally Awesome | 3     | 10 giugno 2009    | Louisville, Kentucky    | |
| The Network Benny the Producer e Andrew the Director | 1     | 17 giugno 2009    | Louisville, Kentucky    | |
| Big Men on Campus Moose e Tilo | 1     | 27 settembre 2009 | Louisville, Kentucky    | Sconfissero The Network in un turmoil tag team match. La sfida includeva Kamikaze Kid e DC e anche la squadra di Hog Wild e Kevin Hundley.                         |
| Mike Mondo e Turcan Celik | 1     | 11 novembre 2009  | Louisville, Kentucky    | |
| The Network | 2     | 18 novembre 2009  | Louisville, Kentucky    | |
| Benjamin Bray & Andrew LaCroix | 3     | 17 febbraio 2010  | Louisville, Kentucky    | |
| The Elite Ted McNaler & Adam Revolver | 1     | 24 marzo 2010     | Louisville, Kentucky    | |
| Fighting Spirit Christopher Silvio & Raphael Constantine | 1     | 28 agosto 2010    | Louisville, Kentucky    | |
| The Elite | 2     | 9 dicembre 2010   | Louisville, Kentucky    | |
| Ryan Nemeth e Christopher Silvio (2) | 1     | 8 gennaio 2011    | Louisville, Kentucky    | |
| Titolo reso vacante il 2 febbraio 2011 da Jim Cornette dopo l'attacco ai danni di Nemeth per mano della Fighting Spirit per aver sconfitto Raphael Costantine. |       |                   |                         | |
| Ryan Nemeth (2) e Paredyse | 1     | 2 febbraio 2011   | Louisville, Kentucky    | Sconfiggendo la Fighting Spirit in un Elimination Tag Team match.                                                                                                  |
| Fighting Spirit | 2     | 5 marzo 2011      | Louisville, Kentucky    | |
| The Elite | 3     | 2 aprile 2011     | Louisville, Kentucky    | |
| The Fat and The Furious Trailer Park Trash & Mr. Black | 1     | 15 giugno 2011    | Louisville, Kentucky    | |
| James Thomas & Rocco Bellagio | 1     | 6 agosto 2011     | Louisville, Kentucky    | |
| The Fat and The Furious | 2     | 24 agosto 2011    | Louisville, Kentucky    | |
| The Elite | 4     | 3 settembre 2011  | Louisville, Kentucky    | Sconfiggendo The Fat and The Furious e James Thomas e Rocco Bellagio in un Triple Treath Tag Team Match.                                                           |
| OMG Johnny Spade & Shiloh Jonze | 1     | 3 dicembre 2011   | Louisville, Kentucky    | Sconfiggendo The Elite e Tony Gunn & James Onno in un Triple Treath Tag Team Match                                                                                 |
| Jessie Godderz e Marcus Anthony | 1     | 11 gennaio 2011   | Louisville, Kentucky    | |
| OMG | 2     | 18 gennaio 2011   | Louisville, Kentucky    | |
| The Family Jessie Godderz (2) e Rob Terry e Rudy Switchblade                                                                                                   | 1     | 22 febbraio 2011  | Louisville, Kentucky    | Detenuti con la Freebird Rule. |
| Los Locos | 2     | 7 aprile 2012     | Louisville, Kentucky    | Sconfiggendo Godderz e Switchblade. |
| Jessie Godderz (3) & Rudy Switchblade (2) | 2     | 11 aprile 2012    | Louisville, Kentucky    | Sconfiggendo Raul Loco in un Handicap Match. |
| Loco-MG Raul LaMotta & Shiloh Jonze | 1     | 2 giugno 2012     | Louisville, Kentucky    | |
| Jessie Godderz (4) & Rudy Switchblade (3) | 3     | 6 giugno 2012     | Louisville, Kentucky    | |
| Titolo vacante il 27 giugno 2012, per decisione del OVW Board of Directors, Ken Wayne.                                                                         |       |                   |                         | |
| Jessie Godderz (5) & Rudy Switchblade (4) | 4     | 7 luglio 2012     | Louisville, Kentucky    | Sconfiggendo Brandon Espinoza e Paredyse in un Tag Team Ladder Match.                                                                                              |
| Alex Silva & Sam Shaw | 1     | 1º dicembre 2012  | Louisville, Kentucky    | |
| The Coalition Crimson & Jason Wayne | 1     | 17 gennaio 2013   | Louisville, Kentucky    | |
| Team GutCheckers Alex Silva & Sam Shaw | 2     | 27 febbraio 2013  | Louisville, Kentucky    | |
| The Coalition | 2     | 5 aprile 2013     | Louisville, Kentucky    | |
| Michael Hayes & Mohamed Ali Vaez (2) | 1     | 26 giugno 2013    | Louisville, Kentucky    | |
| The Mobile Homers Adam Revolver & Ted McNaler | 5     | 7 dicembre 2013   | Louisville, Kentucky    | Precedentemente conosciuti come "The Elite". |
| Michael Hayes (2) & Mohammed Ali Vaez (3) | 2     | 28 dicembre 2013  | Elizabethtown, Kentucky | |
| Dylan Bostic & The Mexicutioner | 1     | 1º marzo 2014     | Louisville, Kentucky    | In un 2 on 1 Handicap Tag Team Match. |
| The Skywalkers Aaron Sky & Robbie Walker | 1     | 10 maggio 2014    | Louisville, Kentucky    | |
| The Fabulous Free Bodies The Bodyguy & Big Jon | 1     | 5 luglio 2014     | Louisville, Kentucky    | |
| Chris Silvio (7) & Jamin Olivencia (2) | 1     | 2 agosto 2014     | Louisville, Kentucky    | |
| The War Machine Shiloh Jonze (4) & Eric Locker | 1     | 6 settembre 2014  | Louisville, Kentucky    | |